# Feuerwache 09
Feuerwache 09 ist eine 7-teilige Serie über den Arbeitsalltag in einer Feuerwache. Sie wurde vom Deutschen Fernsehfunk (DFF) produziert und in den Monaten November und Dezember 1991 ausgestrahlt.

## Inhalt
Die Serie beschreibt die Erlebnisse von Mitgliedern der titelgebenden Feuerwache 09 im Berliner Ortsteil Köpenick. Themen der einzelnen Folgen sind Brandbekämpfung, die Suche nach vermissten Personen, aber auch Probleme mit Untergebenen und Vorgesetzten innerhalb der Belegschaft.

## Sonstiges
Feuerwache 09 war die letzte Serienproduktion des DFF. Sie lief wöchentlich mittwochs ab 20.00 Uhr. Bekannte Episodendarsteller waren unter anderem Christel Peters, Ernst-Georg Schwill, Susann Thiede, Katarina Tomaschewsky, Lutz Riemann, Irma Münch und Klaus Gehrke.
Der Mitteldeutsche Rundfunk wiederholte die Serie 1996.
In einer Umfrage unter den Lesern der Zeitschrift Feuerwehr-Magazin nach der beliebtesten Feuerwehrserie wurde Feuerwache 09 im Dezember 2016 hinter Chicago Fire und Notruf California auf Platz 3 gewählt.

## Episodenliste
| Folge | Erstausstrahlung  | Titel        |
| ----- | ----------------- | ------------ |
| 1     | 6. November 1991  | Brandteufel  |
| 2     | 13. November 1991 | Wasserproben |
| 3     | 20. November 1991 | Leiterspiele |
| 4     | 27. November 1991 | Seiltänze    |
| 5     | 4. Dezember 1991  | Höhentests   |
| 6     | 11. Dezember 1991 | Kuppelsalat  |
| 7     | 18. Dezember 1991 | Feuertage    |